# باتمان (كتاب قصص مصورة)
باتمان (بالإنجليزية: Batman)‏ هي سلسلة كتب قصص مصورة أمريكية من نشر دي سي كومكس تدور حول البطل الخارق بنفس الاسم باتمان والذي ظهر للمرة الأولى في ديتكتيف كومكس سنة 1939 وأصبح شخصية ذات شعبية مما دفع دي سي كومكس إلى بدء سلسلة باسمه في سنة 1940. عمل عدة كتاب على هذه السلسلة مثل بيل فينغر، دينيس أونيل، ديفيد فيرن ريد وجيري كونواي. كما عمل عليها عدة رسامين منهم كارمين إنفانتينو ونيل آدامز.

## أبرز الشخصيات
- الجوكر ظهر في العدد رقم 1 سنة 1940
- المرأة القطة ظهرت في العدد رقم 1 سنة 1940
- ألفريد بيني وورث ظهر في العدد رقم 16 سنة 1943
- ديدشوت ظهر في العدد رقم 59 سنة 1950
- آيفي السامة ظهرت في العدد رقم 181 سنة 1966
- رأس الغول ظهر في العدد رقم 232 سنة 1971